# Narses
Narses (476 – 573) Perzsiában született. Eunuch rabszolga (kasztrálták, hogy a perzsák háremjeit őrizze), akit I. Iusztinianosz bizánci császár megvásárolt és felszabadított. Felszabadított rabszolgaként nagy hatékonysággal végezte adminisztratív feladatait. Narsés becsületes, hűséges, okos és kedvelt, az udvar minden tagja által megbecsült volt. Narsés, mint a hadtudomány nagy szakértője, Flavius Belisarius mellett I. Justinianus császár fővezére volt, s ezenkívül a Bizánci Birodalom második leghatalmasabb polgára.
Első jelentős cselekedete a konstantinápolyi Nika-felkelés leverésében való részvétele volt 532-ben. Képes volt rávenni a Kékek vezetőit, hogy hagyják magukra a Zöldek vezetőit a hipodromban Belisarius és Mundus csapataival szemben.
538-ban Belisariust visszahívta a császár Bizáncba, mivel nem tudta elfojtani az osztrogót lázadást, s helyére Narsest küldte, aki hosszú háború után győzelemre vezette Bizáncot. Totila seregét 552-ben legyőzte a Busta Gallorum-i csatában. 554-ben, csaknem húsz évi háborúskodás után, I. Justinianus visszaszerezte Itáliát. Narses élete végéig aktív maradt, 97 évet élt.

## Fordítás
- Ez a szócikk részben vagy egészben  a   Narsés című spanyol Wikipédia-szócikk fordításán alapul.  Az eredeti cikk szerkesztőit annak laptörténete sorolja fel. Ez a jelzés csupán a megfogalmazás eredetét és a szerzői jogokat jelzi, nem szolgál a cikkben szereplő információk forrásmegjelöléseként.